# Hyundai ix35 FCEV
De Hyundai ix35 FCEV (Fuel Cell Electric Vehicle) is een waterstofauto gebaseerd op de Hyundai ix35 van de Zuid-Koreaanse autoconstructeur Hyundai. De ix35 FCEV werd geïntroduceerd in 2012 en is de opvolger van de Hyundai Tucson FCEV. Buiten Europa draagt de ix35 Fuel Cell op veel plaatsen nog steeds de naam Hyundai Tucson FCEV.

## Waterstofversie
Op maandag 15 april 2013 werd in Nederland het eerste productiemodel gepresenteerd van een Hyundai ix35 als waterstofauto. Deze volledig elektrisch aangedreven auto wordt niet gevoed door een accu maar door een brandstofcel. Het soort brandstofcel is een Proton Exchange Membrane welke waterstofgas (samen met zuurstof uit de lucht) met een rendement van circa 50 % om zet in stroom. In tegenstelling tot een conventionele auto met verbrandingsmotor stoot deze auto (direct) geen vervuilende stoffen uit zoals kooldioxide en stikstofoxiden. De enige emissie is waterdamp. Tegenover een elektrisch aangedreven auto met accu's heeft de waterstofauto met brandstofcel (er zijn ook auto's met de conventionele verbrandingsmotor op waterstofgas) een grotere actieradius.
Een vervolg ontwikkeling zou kunnen zijn een IX35 met een Direct Methanol Fuel Cell omdat methanol gemakkelijker op te slaan en te transporteren is.
Eind augustus 2014 plant Hyundai de levering van de eerste Hyundai ix35 FCEVs in Nederland. De ix35 FCEV heeft een actieradius van 594 km op basis van de NEDC cyclus, wat in de praktijk minder kan zijn.
Dat is precies op tijd voor de opening van het eerste openbare 700 bar waterstoftankstation aan de A15 in Albrandswaard. Er zijn meer waterstoftankstations gepland in Amsterdam, Arnhem, Eindhoven en Oude Tonge.
De Hyundai ix35 FCEV onderscheidt zich door een nieuwe grille, bumper, mistlampen, supervision instrumentarium en navigatiesysteem met 7-inch display. Daarnaast is de motor ongeveer even groot als een conventionele verbrandingsmotor, terwijl hij met 100 kW (136 pk) over veel vermogen beschikt.
Zowel de elektromotor als de brandstofcel kunnen 100 kW leveren. Daarnaast beschikt de auto over een batterij die 24 kW kan afgeven als extra gas wordt gegeven, omdat de brandstofcel traag reageert op het gaspedaal. De opslagcapaciteit van de batterij is 0,95 kWh.
De acceleratie van 0 naar 100 km/u vergt 12,5 seconden, de topsnelheid bedraagt 160 km/u. Het koppel van 300 Nm is direct beschikbaar. Ondanks een redelijk vermogen, is de acceleratie niet heel geweldig door het hoge voertuiggewicht (1.830 kg).